# Parkstetten
Parkstetten ist eine Gemeinde im niederbayerischen Landkreis Straubing-Bogen.

## Geographie

### Geographische Lage
Parkstetten liegt links der Donau und grenzt im Süden an die Stadt Straubing. Parkstetten ist umgeben von zahlreichen Weihern und liegt im Naturpark Bayerischer Wald.

### Gemeindegliederung
Es gibt 16 Gemeindeteile (in Klammern ist der Siedlungstyp angegeben), davon zehn im ursprünglichen Gemeindegebiet, fünf in der früheren Gemeinde Unterzeitldorn und die ehemalige Gemeinde Reibersdorf:
| - Oberparkstetten (Pfarrdorf) - Roithof (Weiler) - Scheften (Dorf) - Scheftenhäusl (Einöde) - Scheftenhof (Einöde) - Scheftenmühle (Einöde) - Stockmühle (Einöde) - Thurasdorf (Einöde) - Thurnhof (Einöde) - Unterparkstetten (Dorf) | - zur ehemaligen Gemeinde Unterzeitldorn: - Bielhof (Einöde) - Fischerdorf (Weiler) - Friedenhain (Dorf) - Oberharthof (Einöde) - Unterharthof (Weiler) - ehemalige Gemeinde Reibersdorf - Reibersdorf (Kirchdorf) |

Es gibt die Gemarkungen Parkstetten und Reibersdorf.

## Geschichte
Die erste urkundliche Erwähnung des Ortes Parkstetten stammt aus dem Jahre 1216. Parkstetten gehörte zum Rentamt Straubing und zum Landgericht Mitterfels des Kurfürstentums Bayern.

### Eingemeindungen
Im Zuge der Gebietsreform in Bayern wurde am 1. Januar 1973 die Gemeinde Reibersdorf eingegliedert. Am 1. Juli 1976 kamen Gebietsteile der aufgelösten Gemeinde Unterzeitldorn (Bielhof, Fischerdorf, Friedenhain, Oberharthof und Unterharthof) hinzu.

### Einwohnerentwicklung
- 1840: 0629 Einwohner
- 1939: 1087 Einwohner
- 1961: 1465 Einwohner, davon 1158 in Parkstetten, 171 in Reibersdorf und 136 im später eingemeindeten Gebiet von Unterzeitldorn[6]
- 1970: 1770 Einwohner, davon 1418 in Parkstetten, 208 in Reibersdorf und 144 im später eingemeindeten Gebiet von Unterzeitldorn[6]
- 1972: 1770 Einwohner, davon 1357 in Parkstetten, 208 in Reibersdorf und 205 im übrigen Gebiet
- 1975: 1820 Einwohner
- 1987: 2249 Einwohner
- 1991: 2358 Einwohner
- 1995: 2640 Einwohner
- 2000: 2769 Einwohner
- 2005: 2980 Einwohner
- 2010: 3014 Einwohner
- 2015: 3107 Einwohner
- 2020: 3297 Einwohner
- 2025: 3353 Einwohner[7]

Am 24. September 2005 wurde das dritte Tausend voll. Parkstetten hat seitdem den Charakter einer typischen Vorstadtgemeinde mit ausgedehnten Wohngebieten.
Im Zeitraum 1988 bis 2018 wuchs die Gemeinde von 2261 auf 3216 um 955 Einwohner bzw. um 42,2 %.

## Politik

### Gemeinderat
Die Gemeinderatswahl 2020 ergab folgende Stimmenanteile und Sitzverteilung:
| Partei/Liste                 | %     | Sitze |
| ---------------------------- | ----- | ----- |
| CSU                          | 41,16 | 7     |
| SPD/Freie Wählergemeinschaft | 39,10 | 6     |
| ÖDP/Parteiunabhängige        | 12,02 | 2     |
| Grüne                        | 7,72  | 1     |

### Bürgermeister
Erster Bürgermeister ist seit Mai 2020 Martin Panten (SPD/FWG). Seine Vorgänger waren Heinrich Krempl (CSU, 2008–2020), Alfons Schießwohl (SPD/FWG, 1996–2008) und Ludwig Schneider (CSU, 1972–1996).
Weitere Bürgermeister seit Mai 2020 sind: 
- Zweiter Bürgermeister: Franz Listl (SPD/FWG)
- Dritter Bürgermeister: Peter Seubert (ÖDP / PU)

### Wappen
| Wappen von Parkstetten | Blasonierung: „Durch einen breiten silbernen Wellenbalken, darin ein roter Bienenkorb, geteilt von Rot und Blau, oben ein sechsstrahliger goldener Stern.“ |
| Wappen von Parkstetten | |

## Baudenkmäler

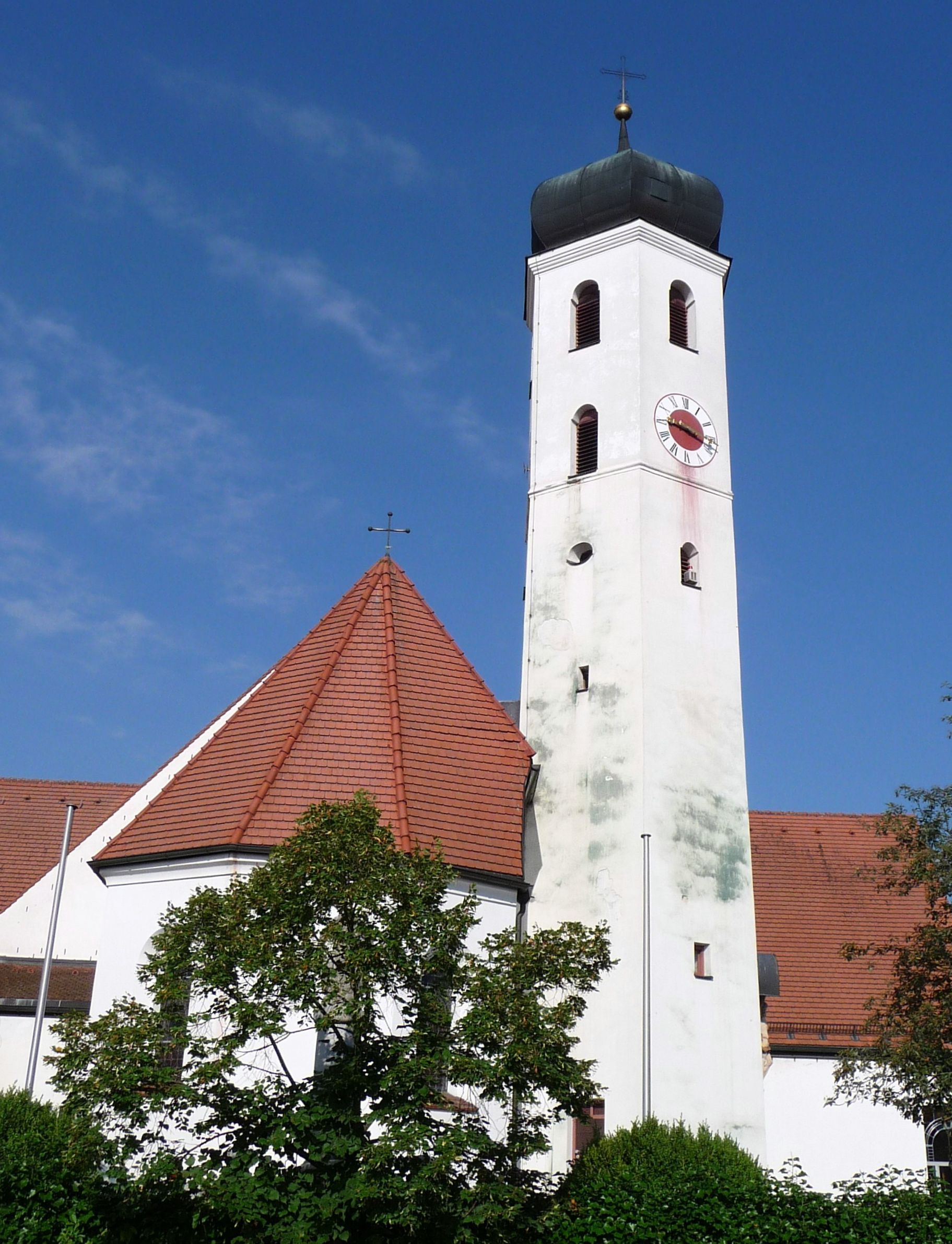
Pfarrkirche St. Georg

- Pfarrkirche St. Georg in Parkstetten. Die Pfarrei ist eine Urpfarrei mit langer Geschichte. 1986 wurde eine neue Kirche eingeweiht. Der Chor und der Turm der Vorgängerkirche sowie die Einrichtung aus der Barock- und Rokokozeit blieben erhalten.
- Expositurkirche St. Martin in Reibersdorf

## Wirtschaft und Infrastruktur

### Wirtschaft einschließlich Land- und Forstwirtschaft
2019 gab es 416 sozialversicherungspflichtig Beschäftigte am Arbeitsort, 1354 sozialversicherungspflichtig Beschäftigte am Wohnort und 37 Arbeitslose. Im verarbeitenden Gewerbe gab es einen Betrieb, im Bauhauptgewerbe drei Betriebe. 2016 bestanden 23 landwirtschaftliche Betriebe mit einer landwirtschaftlich genutzten Fläche von 621 ha.

### Bildung
Es gibt folgende Einrichtungen:
- Kindertagesstätte mit etwa 100 Kindern[11]
- Dr.-Johann-Stadler-Grundschule Parkstetten mit acht Lehrkräften und 134 Schülern (Stand 2018/2019)[12]
- Dr.-Johann-Stadler-Mittelschule Parkstetten mit zwei Lehrkräften und 15 Schülern (Stand 2018/2019)[13]

## Persönlichkeiten
- Johann Evangelist Stadler (1804–1868), der "Niederbayerische Mezzofanti"

Es gibt derzeit zwei Ehrenbürger: BGR Josef Gresik und Altbürgermeister Alfons Schießwohl.
Thomas Mayer, bekannt als Vogelmayer (* 1981), deutscher Kabarettist und Liedermacher, ist in Parkstetten aufgewachsen.